# 3914 Котогахама
3914 Котогахама (3914 Kotogahama) — астероїд головного поясу, відкритий 16 вересня 1987 року.
Тіссеранів параметр щодо Юпітера — 3,223.